# Comté de Harlan (Kentucky)
Pour les articles homonymes, voir Harlan.
Le Comté de Harlan est un comté du Sud-Est de l'État du Kentucky, aux États-Unis, fondé en 1819. Son siège est basé à Harlan.

## Géographie
Le comté  se situe à l'ouest de l'État de Virginie et, selon le Bureau du recensement des États-Unis, sa superficie est  de 1 210 km2 de terres.
Il se situe dans les montagnes du Cumberland.
Le cours d'eau principal est la rivière Cumberland, affluent en rive gauche de la  rivière Ohio.
Le Black Mountain  est un sommet s'élevant à 1 262 mètres d'altitude constituant également le plus point culminant de l'État du Kentucky. Il a une hauteur de haut en bas d'environ 750 mètres.

## Histoire
Les tribus autochtones étaient essentiellement les Shawnees.
Bassin houiller des Appalaches le comté de Harlan  fut le théâtre de luttes syndicales dès le début du XXe siècle. En 1938 des grèves meurtrières connues sous le nom de « Bloody Harlan » organisées par  l'UMWA, Syndicat des travailleurs miniers d'Amérique opposèrent mineurs et  patrons. 

À partir des années 50 les luttes se poursuivent mais les mines déclinent progressivement en raison de l'automatisation et  du recours à d'autres sources d'énergie.

En 1972 les premières femmes sont  embauchées dans les mines de charbon de Harlan. En 1980, les femmes représentent 10% des mineurs du comté.

Les luttes syndicales se poursuivirent en particulier à Brookside en 1974. La compagnie, qui embauche les mineurs affiliés à l'UMWA, refuse de signer la convention collective. C'est le début d'une longue et terrible grève, qui est racontée dans un documentaire de 1976 par Barbara Kopple, qui vécut avec son équipe au sein des communautés minières durant toute la durée du conflit.

## Données démographiques
Au recensement la population s'élevait à 75 275 en 1940 elle n'est plus que 26 831 en 2020.
En 2013 quelque 29,10 % des familles et 32,50 % de la  population vivait en dessous du seuil de pauvreté.
La durée de vie des hommes et des femmes  dans le comté de Harlan était de 66,5 ans pour les hommes et de 73,1 pour les femmes alors que la moyenne nationale était respectivement de 76,5 et 81,2.

## Le Comté de Harlan dans la culture populaire
- Florence Reece, Which side are you on?,1931, chanson reprise par de nombreux artistes, Pete Seeger,  Billy Bragg, Peter, Paul and Mary...

They say in Harlan County  There are no neutrals there  You'll either be a union man Or a thug for J. H. Claire
Which side are you on, boys?
Which side are you on?
My daddy was a miner, And I’m a miner’s son,
He’ll be with you fellow workers Until this battle’s won.

- Thunder Road , film de 1958, d'Arthur Ripley avec Robert Mitchum.

- Harlan County, U.S.A, documentaire de Barbara Kopple, 1976, Oscar du meilleur film documentaire en 1977.

- Justified. Série de 6 saisons contenant 78 épisodes diffusée entre 2010 et 2015. Elle est adaptée de Fire in the Hole d'Elmore Leonard.